# Horst Hägele
Horst „Horrle“ Hägele  (* 7. April 1946) ist ein ehemaliger deutscher Fußballspieler und Trainer.

## Karriere
Horst Hägele wechselte in der Saison 1970/71 als 24-Jähriger aus der Jugendabteilung von Union Böckingen zum Lokalrivalen VfR Heilbronn. Hägele war Allrounder und flexibel in Offensive und Defensive einsetzbar. Meistens spielte er auf der zentralen Mittelfeldposition und bildete mit den zwei weiteren ehemaligen Union-Spielern Martin Kübler und Reinhold Scherpp das sogenannte „Böckinger Dreieck“.
Für den VfR Heilbronn nahm Hägele an einigen großen Spielen teil. So war er am 12. Dezember 1970 Mitglied des Teams, das im DFB-Pokal Titelverteidiger Kickers Offenbach mit 2:0 besiegte. Ebenfalls im DFB-Pokal gelang dem VfR gegen den damaligen Regionalliga-Spitzenreiter FC Augsburg ein 6:0-Sieg, wobei Horst Hägele den Augsburgs Starspieler Helmut Haller neutralisierte. 
Aufgrund der Platzierungen der vergangenen fünf Jahre qualifizierte sich der VfR Heilbronn in der Saison 1974/75 für die neugegründete 2. Bundesliga Süd. Nach zahlreichen Abgängen, unter anderem von Martin Kübler und Bernd Hoffmann, gelang es dem VfR nicht, die Klasse zu halten, und er stieg in die 1. Amateurliga ab. Am 19. Spieltag dieser Saison zog er sich eine schwere Knieverletzung zu, die das Ende seiner Profikarriere bedeutete.
Weitere Stationen seiner Karriere waren der VfB Eppingen, die Heilbronner Spvgg, der FV Elsenz, der TSV Talheim und der TSV Güglingen.
Später arbeitete Horst Hägele als Trainer und kehrte zum VfR Heilbronn zurück. In der Saison 1994/95 wurde er als Nachfolger des entlassenen Klaus Funk Trainer des Verbandsligateams des VfR, das er in fünf Monaten vor dem drohenden Abstieg rettete. Danach musste er aufgrund gesundheitlicher Probleme aufhören. Zuvor hatte er bereits die SpVgg 07 Ludwigsburg in der Saison 1993/94 betreut.
Horst Hägele war Angestellter der Gemeinde Beilstein, 2011 ging er in den Ruhestand.